# BA 330
BA 330 または B330 は、アメリカ合衆国の民間企業ビゲロー・エアロスペースが開発していた、膨張式の宇宙ステーションモジュールである。330 m3 (12,000 cu ft) の内部空間を持つことから、この名前が付けられた。それ以前は、ノーチラス・スペース・コンプレックス・モジュール (Nautilus space complex module) と呼ばれていた。
最初の打ち上げは2021年にアトラスVロケットで予定されており、無重力環境を用いた科学・工学研究での利用が想定されていた。また、将来的には宇宙旅行の目的地としての用途も考えられていた。その他にも、月や火星への有人ミッションにおける宇宙ヨットとして用いることや、国際宇宙ステーション (ISS) への設置も考えられていた。
ビゲロー・エアロスペースは2020年に全従業員をレイオフしており、以後BA 330の打ち上げも行われていない。

## 特徴
膨張式モジュールは、宇宙ステーションを作る技術として、いくつかの優れた特徴を持っている。
1. 膨張式モジュールは大きな居住空間を提供でき、クルーの生活空間や実験スペースとして活用することが出来る。このモジュールの外形は、長さ 45 ft (14 m)、直径 22 ft (6.7 m) にも及ぶ。[5]
2. モジュールの重量は 45,000 lb (20,000 kg)から50,000 lb (23,000 kg) と大きさの割りに軽く、軌道上に容易に大きな施設を作ることができる。[5]
3. モジュールの表面は高強度の布地とベクトランのような素材による複数の層から構成される。それらは流星塵やスペースデブリによるダメージに対して特に強固である。[6]

BA 330は、国際宇宙ステーション (ISS) と同等の放射線防護を、またそれ以上のデブリ等に対する防護を提供する。
モジュールの大きな居住空間は、月へ向かう宇宙飛行士やその他の長期間の宇宙ミッションをこなすクルーといった、長時間狭い空間で過ごさざるを得ない人々にとって、特にメリットがあるだろう。
膨張後のモジュールでは、外殻はコンクリートのように硬くなる。
BA 330はモジュールごとに独立した構造となるように設計されており、以下のようなサービスを自分自身で提供することができる。
- 太陽電池アレイとバッテリーによる電力供給
- ナビゲーション、リブースト、ドッキング、姿勢制御のためのアビオニクス
- 6名の人間に対応する環境制御生命維持システム（トイレと衛生施設を含む）
- UVプロテクションフィルムを装着した4つの大きな窓による展望

## 技術

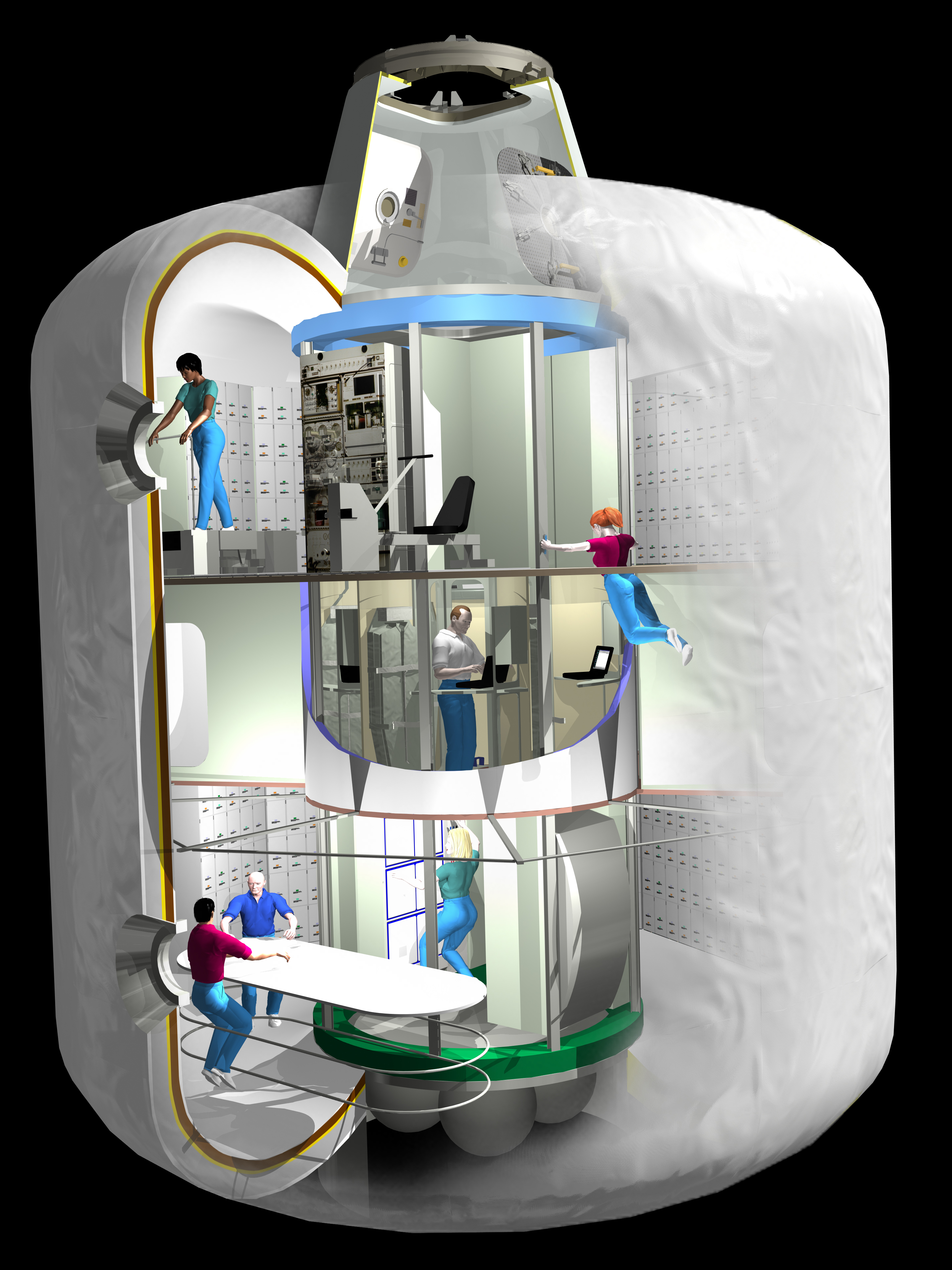
トランスハブ（イメージ図）

ビゲロー・エアロスペースはNASAより入手したトランスハブの技術を発展させているが、その詳細は公開されていない。以下は、NASAが研究していた時点の技術についての記述である。
トランスハブの膨張する外殻は2ダースほどの層から構成されており、革新的な設計の驚くべきものである。これらの層は、時に弾丸の7倍もの速度で衝突することもある微小なスペースデブリや隕石に対応することができる。外側の層は内側の複数の気密層を守り、モジュールの気密を保つ。また外殻は、宇宙空間の日向で +121℃ (+250°F)、日陰では −128℃ (−200°F) という過酷な温度から内部を保護する。

デブリの防御で鍵となるのは、連続するネクステルの層である。この材料は一般に自動車のボンネットなどに使用されており、泡状の構造により、クッションのように機能する。ネクステルと泡状の層により、衝突した粒子は粉砕され、深く侵入するほどエネルギーを失うことになる。

外側から数枚入ったところには、モジュールの形状を保つための非常に強いケブラーの層が存在する。気密は、そのさらに内側の三つのCombithermの層によって保たれる。この材料は食品の包装に広く使われている。最も内側には、モジュールの内壁を構成するノーメックスの層が存在する。これは不燃性の素材で、また気密層を傷から守る役割も兼ね備えている。—NASAトランスハブコンセプト、
ビゲローは彼らの技術をニュースメディアに対して説明しており、膨張する外殻に独自の技術としてベクトラン層を組み込んだものを、低軌道上の2機の実験機にて試験していることを明らかにしている。
ビゲローは、環境制御生命維持システム (ECLSS) のサプライヤーとしてOrbitec社を選択している。